# سازمان حقوق بشر ایران

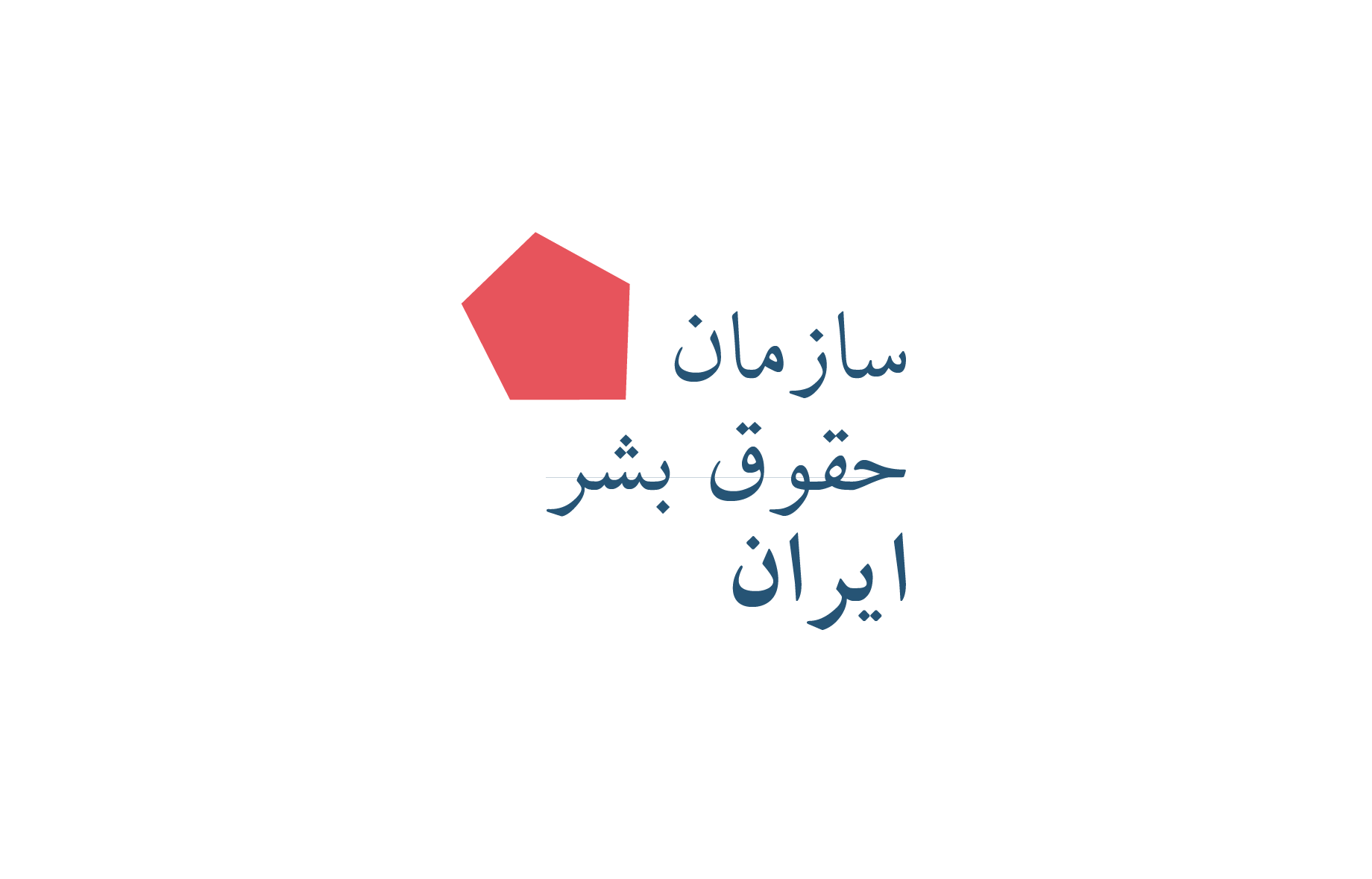
لوگوی سازمان حقوق بشر ایران

سازمان حقوق بشر ایران (به انگلیسی: Iran Human Rights)، یک سازمان حقوق بشری غیردولتی و بین‌المللی است که در حدود سال ۲۰۰۷ تأسیس شده‌است. تمرکز اصلی سازمان حقوق بشر ایران در خصوص موارد نقض حقوق بشر از جمله مجازات اعدام به‌طور کلی و مجازات اعدام برای کودک-مجرمان به‌طور ویژه در ایران است. دلارا دارابی، بهنود شجاعی، محمدرضا حدادی و سکینه آشتیانی و بسیاری دیگر از محکومان به اعدام از مواردی هستند که این سازمان بر روی آنها تمرکز داشت. علاوه بر ایران، این سازمان اعضا و هواداران فعالی در بسیاری از کشورهای اروپایی، آسیایی و آمریکای شمالی دارد. محمود امیری-مقدم، مدافع حقوق بشر و عصب‌شناس، یکی از بنیان‌گذاران و سخنگوی بین‌المللی این سازمان است که در اسلو، پایتخت نروژ مستقر است. این سازمان هیچ‌گونه وابستگی حزبی یا سیاسی ندارد.
هدف سازمان حقوق بشر ایران، ایجاد و حمایت از جنبش ضد اعدام در ایران و افزایش آگاهی مردم در مورد مجازات اعدام است. طی سالیان اخیر، احکام اعدام بسیاری در ایران صادر و اجرا شده‌است. همین امر، اکنون توجه شمار قابل توجهی از مدافعان حقوق بشر و حتی سازمان‌های سیاسی را به این موضوع مهم جلب کرده‌است.
سازمان حقوق بشر ایران از سال ۲۰۰۹ عضو ائتلاف جهانی علیه مجازات اعدام (WCADP) است و یکی از ۲۰ عضو انتخابی کمیتهٔ مرکزی آن را تشکیل می‌دهد.
گزارش سالانه سازمان حقوق بشر ایران در رابطه با اعدام در ایران که از سال ۲۰۰۸ به‌طور مرتب منتشر می‌شود، یکی از منابع مهم اطلاعات در این باره است و به عنوان یک مرجع، مورد استناد نهادهای بین‌المللی و کنشگران ایرانی قرار می‌گیرد.
سازمان حقوق بشر غیر از تمرکز بر موضوع اعدام، به سایر حوزه‌های حقوق بشر نیز می‌پردازد و حقوق اقلیت‌های اتنیکی و مذهبی، زنان و کودکان را دنبال می‌کند.